# Matthew Raper
Matthew Raper, britanski astronom in matematik, * 1705, † 1778.
1. 1 2  SNAC — 2010.